# Стадион Техелне поле (1939)
Техелне поле (слч. Tehelné pole је била четврт у Братислави у Словачкој, коју карактерише присуство неколико спортских објеката. Административно, насеље припада општини Нове Место, која се налази око 5 км североисточно од центра. Немачки и мађарски називи за овај локалитет су Зигелфелд и Тегламезе, што се устваеи односи на циглану.

## Историја стадиона
Најчешће се назив односи на фудбалски стадион у овом округу који је домаћи терен Слована из Братиславе и редовни дом за репрезентацију Словачке. Стадион има капацитет од 30.085 гледалаца и дугачак је 105 м и широк 68 м.  Изграђена је за време Прве Словачке Републике, када је нацистичка Немачка окупирала Петржалку 1938. године и када је Братислава изгубила скоро све своје спортске објекте. Изградња је трајала од 1939. до 1944. године и стадион је постао домаћи терен за Слован из Братиславе. Стадион је званично отворен у септембру 1940. са 25.000 места, а прва међународна утакмица одиграна је 27. октобра 1940. године, када је Слован из Братиславе играо против Херте из Берлина, који је завршен нерешеним резултатом 2:2.
Стари стадион је реконструисан 1961. године, чиме је додата друга трибина, чиме је његов капацитет повећан на 45.000, као и табела за бодовање, вештачко осветљење и реновирање терена. Касније је капацитет повећан на 50.000, а непосредно пре распада Чехословачке, био је највећи стадион у употреби (Стадион Страхов у Прагу је имао капацитет од 220.000, али је престао да се користи 1990-их) и био је домаћи терен за чехословачке репрезентативце. тим.
Стадион је још једном реконструисан 1990-их у стадион са „свим седиштима”, чиме је капацитет смањен на 30.000. Након овога, стадион Техелне Поле био је други по величини у Словачкој после Вшешпортовы ареал у Кошицама, међутим, тај стадион је сада запуштен. У периоду 2005–06, такође је коришћен као „домаћи“ терен за ФК Артмедија Братислава у кампањама тог клуба за Лигу шампиона и Куп УЕФА, пошто сопствени терен Артмедије није испуњавао минималне стандарде за УЕФА такмичења.
Планирано је да се стадион сруши и замени новим. Планирано је да нови стадион има капацитет од око 35.000 гледалаца и кошта око 80 милиона евра. Потреба за новим стадионом произилази из правила УЕФА која захтевају да се међународне утакмице играју на стадионима одређених стандарда од 2008. године, међутим, Словачкој недостају ови стадиони.  У јулу 2009. словачка влада је одлучила да подржи изградњу новог стадиона. Радови на рушењу планирани су за март–април 2010. године, а отварање новог стадиона планирано је за децембар 2017. године. Планирано је да његов капацитет буде 22.000 гледалаца са могућим проширењем на 30.000.
Стадион је трајно затворен 2009. године, а његово уништавање, извршено веома касно, почело је у јулу 2013. године. Нови стадион је отворен 2019. године.